# Johann-Dietrich Wörner

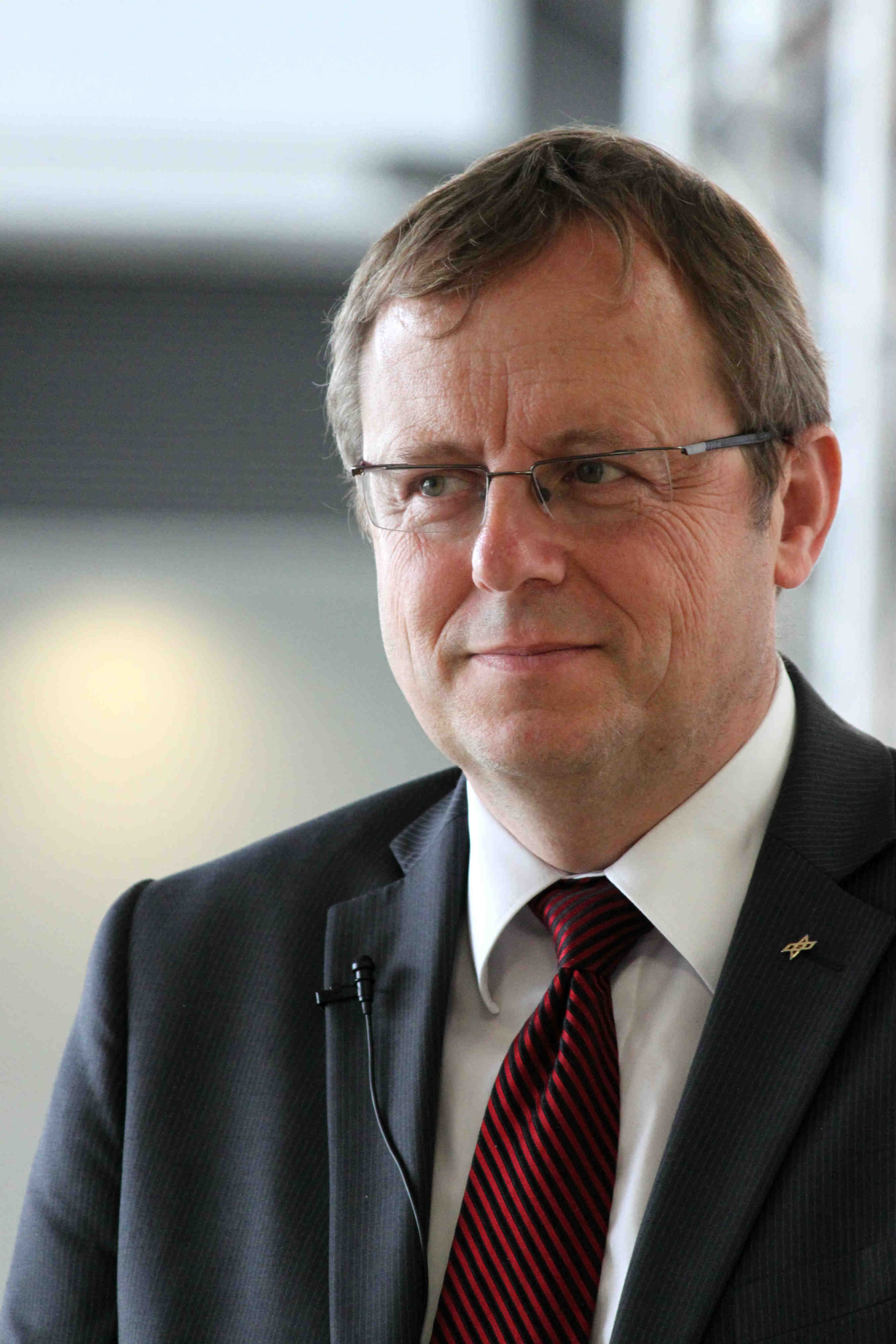
Johann-Dietrich Wörner (2012)

Johann-Dietrich „Jan“ Wörner (* 18. Juli 1954 in Kassel) ist ein deutscher Bauingenieur, Hochschullehrer und ehemaliger Universitätspräsident der TU Darmstadt. 2007 bis 2015 war er Vorstandsvorsitzender des Deutschen Zentrums für Luft- und Raumfahrt (DLR). Von Juli 2015 bis Februar 2021 war er Generaldirektor der Europäischen Weltraumorganisation (ESA). Am 19. März 2021 wurde er Präsident der Deutschen Akademie der Technikwissenschaften, zudem ist Wörner Co-Vorsitzender der Plattform Lernende Systeme.

## Leben
Wörner studierte Bauingenieurwesen an der Technischen Universität Berlin und der Technischen Hochschule Darmstadt (heute Technische Universität Darmstadt). Im Rahmen eines Forschungsaufenthalts zum Thema Erdbebensicherheit ging er 1982 für ein Jahr nach Japan. 1985 promovierte er mit einem Beitrag zur realistischen Beschreibung der Komponenten-Bauwerk-Wechselwirkung bei Erdbeben. Bis 1990 arbeitete Wörner für das Ingenieurbüro König und Heunisch, Frankfurt. 1990 wurde er an die Technische Hochschule Darmstadt berufen und war dort bis 1995 Professor (C3) für Massivbau und Leiter der Prüf- und Versuchsanstalt. 1994 gründete er das Ingenieurbüro Wörner und Partner. Von 1992 bis 1994 war Wörner Dekan des Fachbereichs Bauingenieurwesen, ab 1993 zudem Technischer Leiter des Instituts für Konstruktiven Glasbau, Gelsenkirchen. 1994 wurde er zum Prüfingenieur für Baustatik und Massivbau ernannt. 1995 folgte eine Professur (C4) für Statik an der TH Darmstadt.
Am 28. Juni 1995 wurde er vom Konvent der damaligen TH Darmstadt zum Präsidenten gewählt; vom 24. Juli 1995 bis zum 28. Februar 2007 leitete Wörner die Universität. Er erreichte für die TU Darmstadt eine bislang einzigartige Unabhängigkeit vom Land Hessen. Seit 2006 ist die südhessische Universität die erste autonome Universität der Bundesrepublik Deutschland mit weitgehenden Freiheitsrechten der Selbstverwaltung.
2002 wurde Wörner zum stellvertretenden Sprecher der Universitäten in der Hochschulrektorenkonferenz (HRK) gewählt, 2003 wurde er Sprecher der Arbeitsgemeinschaft der Technischen Universitäten und Hochschulen Deutschlands, ARGE TU/TH. 2003 war er Mitglied der Arbeitsgruppe „Ranking“ des Wissenschaftsrates und übernahm die kommissarische Vertretung der Professur „Statik der Hochbaukonstruktionen, Fachbereich Architektur“. 2004 war Wörner Mitglied der Arbeitsgruppe „Universitäten“ des Wissenschaftsrates.
Er war vom 1. März 2007 bis 30. Juni 2015 Vorstandsvorsitzender des Deutschen Zentrums für Luft- und Raumfahrt (DLR).
Seit Februar 2011 ist er von der Landesregierung Baden-Württembergs als Schlichter für das Bahnprojekt Stuttgart 21 eingesetzt. Zuvor hatte Wörner bereits im Rahmen des Frankfurter Flughafenausbaus vermittelt.
Vom 1. Juli 2015
bis zum 28. Februar 2021 bekleidete Wörner das Amt des Generaldirektors der ESA mit Amtssitz in Paris. Seine Amtszeit gilt allgemein als sehr erfolgreich.
Am 1. August 2021 trat Wörner das Amt als erster Raumfahrt-Koordinator des Landes Hessen an.
Im Juni 2025 wurde bekannt, dass Wörner zum 1. Juli 2025 als Direktor des Frankfurt Institute for Advanced Studies bestellt wurde.

## Mitgliedschaften und sonstige Aktivitäten
Seit dessen Gründung im Jahr 2000 leitet Wörner das Regionale Dialogforum Flughafen Frankfurt, das sich mit der zukünftigen Entwicklung des Frankfurter Flughafens beschäftigt. Er ist ordentliches Mitglied der Berlin-Brandenburgischen Akademie der Wissenschaften (2002). Seit 2002 ist er Mitglied der Deutschen Akademie der Naturforscher Leopoldina (Sektion Technikwissenschaften), 2006 wurde er zum Mitglied des Senats gewählt (Obmann). Er ist Mitglied des Hochschulrates der École Centrale de Paris (2000) und der École Centrale de Lyon (2005). Außerdem ist er Mitglied der Deutschen Akademie der Technikwissenschaften Deutschen Akademie der Technikwissenschaften acatech und des Aufsichtsrats der Röhm GmbH. Zudem ist er Beiratsmitglied des Chinesisch-Deutschen Hochschulkollegs an der Tongji-Universität Shanghai, des CHE (Centrum für Hochschulentwicklung) und Präsident des europäischen Netzwerks technischer Universitäten CESAER. Von der Bundesregierung ist Wörner in die „Projektgruppe Energiepolitisches Programm“ (PEPP) berufen worden. Von 2002 bis zu seiner Berufung als Vorstandsvorsitzender des DLR war Wörner Mitglied des Senats des DLR. 2007 wurde er zum Ehrenmitglied von CLUSTER gewählt. Ebenfalls 2007 wurde er zum Vizepräsidenten der Helmholtz-Gemeinschaft Deutscher Forschungszentren (HGF) und zum stellvertretenden Vorsitzenden des ESA-Rats gewählt. Seit 2008 ist Wörner Mitglied des Technologie- und Innovationsrates des Landes Berlin (TIR).
Er ist seit 2003 Mitherausgeber des Beton-Kalenders.

## Ehrungen und Auszeichnungen
- Preis der Vereinigung von Freunden der Technischen Hochschule Darmstadt für „hervorragende wissenschaftliche Leistungen“ (1998)
- Johann-Heinrich-Merck-Ehrung der Wissenschaftsstadt Darmstadt (2007)
- Fraunhofer-Medaille (2007)
- Ehrenmitgliedschaft der gemeinnützigen Gesellschaft zur Förderung des Forschungstransfers e. V. GFFT (2011)[14]
- Verdienstorden der Bundesrepublik Deutschland (Verdienstkreuz 1. Klasse; 2016)[15]
- Wernher-von-Braun-Medaille des Internationalen Förderkreises für Raumfahrt (2019)[16]
- Ehrendoktorwürden
  - State University of New York (1998)
  - Technische Universität Moldau (1999)
  - Technischen Universität Bukarest (2000)
  - Universität St. Petersburg für Wirtschaft und Finanzen (2000)
  - École Centrale de Lyon (2003)
  - Technische Universität der Mongolei (2005)